# Ржавка (Орловская область)
Ржа́вка — деревня в составе Голунского сельского поселения Новосильского района Орловской области России.

## Описание
Расположена на левом берегу реки Раковки в 3 км от сельского административного центра села Голунь.
Слово ржавка означает «ключ, родник, ручей в овраге» или небольшой ручей с неприятным ржавым запахом. Деревня образована не позднее 70-х годов XVIII века. Обозначена на карте ПГМ Новосильского уезда. Деревня относилась к приходу Покровской церкви села Голунь.

## Население
| 1859 | 2002 | 2010 |
| ---- | ---- | ---- |
| 214  | ↘142 | ↘90  |